# Fred Bunjo
Fred Bunjo (ur. 14 marca 1965) – ugandyjski sztangista, uczestnik Letnich Igrzysk Olimpijskich 1984.
Startował w kategorii do 75 kilogramów. W dwuboju uzyskał 245 kilogramów, co dało mu 18. pozycję.